# Jacques Boyceau
Jacques Boyceau de La Barauderie (Saint-Jean-d'Angély, vers 1560 - 1635) fut intendant des jardins du roi Henri IV, de  la reine Marie de Médicis, puis du roi Louis XIII.
Il eut notamment pour tâche de diriger la plantation du jardin du palais du Luxembourg, puis de redessiner les parterres du jardin du Louvre, du palais des Tuileries  et du Château-Neuf de Saint-Germain-en-Laye.

## Biographie
Jacques Boyceau, sieur de la Barauderie, était issu d'une famille huguenote de l'entourage d'Henri de Navarre. Il commença par la carrière des armes.
Il est gentilhomme de la chambre du roi et intendant de ses jardins. Il est le supérieur hiérarchique de tous les jardiniers travaillant aux jardins des Tuileries et des résidences royales, Claude Mollet, Jean Le Nostre et son fils, André Le Nostre. Il a conçu le parterre du château de La Force, dans le Périgord.
Peu après sa mort a été publié son traité du jardinage qui a influencé ceux publiés par André Mollet et Claude Mollet et la formation du jeune André Le Nôtre. Ce traité a été une rupture par rapport aux traités précédents publiés par Olivier de Serres, Pierre Betin (Le fidèle jardinier, ou differantes sortes de Parterres tant de plaine Broderie que meslée de pièces a metre fleurs pour servir dinstruction a ceux qui ce délectent en cest Art nouvellement designez, en 1636) et Nicolas de Bonnefons (Le jardinier français suivi d'un ouvrage dédié aux dames Les délices de la campagne, en 1654) qui traitent plus d'agronomie, de greffes, de fumures et de transplantations. Le titre du traité de Boyceau suggère une approche plus théorique avec des aspects philosophiques, cosmologiques, pratiques et esthétiques. L'art des jardins s'écarte alors des simples aspects horticoles et devient une discipline autonome. Avant André Le Nôtre il a développé les parterres de broderies qui sont les embelissements bas des jardins qui ont grande grâce, spécialement quand ils sont vus de lieu élevé, ils sont faits de bordures de plusieurs arbrisseaux et sous arbrisseaux de couleurs diverses, façonnés de manière différente, de compartiments, feuillages, passements, moresques, arabesques, grillochis, rosettes, gloires, targes, écussons d'armes, chiffres et devises (Traité du jardinage, page 73). Il n'est pas l'inventeur des parterres de broderies qui existaient déjà au XVIe siècle.

## Ses principes
Il recommande l'ordre, la symétrie tout en insistant sur l'avantage d'une assiette inégale qui permet plus de variété. Il recommande de favoriser la contemplation depuis un lieu plus élevé en créant des terrasses, d'éviter de trop employer le carré pour éviter la monotonie. Il est le premier à vouloir faire des jardins de plaisir.
Il s'associa son neveu Jacques de Menours pour dessiner les premiers jardins et a assuré la publication du Traité du jardinage, selon les raisons de la nature et de l'art.

## Liste de jardins créés par Boyceau
- Jardin du Luxembourg
- Parterres du Palais du Louvre
- Parterres du Palais des Tuileries
- Jardins du Château-Neuf de Saint-Germain-en-Laye
- Parterres du château de Versailles (sous Louis XIII)
- Jardins du château de Richelieu

## Publications
- Traité du jardinage, selon les raisons de la nature et de l'art, en 3 livres, 1638, à Paris, chez Michel van Lochom, in-folio (lire en ligne sur Gallica).
- Traité de jardinage, qui enseigne les ouvrages qu'il faut faire pour avoir un jardin dans sa perfection, avec la manière de faire les pépinières, greffer, enter les arbres, etc ..., 1689, Paris, chez de Sacy
- Instruction pour faire de longues allées de promenades et de bois taillis, 1707, Paris, chez de Sacy

## Iconographie
Il existe deux médailles à l'effigie de Boyceau de La Barauderie. La plus connue, due au graveur Abraham Dupré est datée de 1624. La seconde, anonyme, est datée de 1630. Un exemplaire en est conservé au musée Carnavalet (ND 1061).

## Sources
- « Jacques Boysseau, homme de guerre et horticulteur avec gravures dans le texte de médailles », in Le Magasin pittoresque, no 22, Versailles, 1879.